# Gypsy Love (film 1914 Otto)
Gypsy Love è un cortometraggio muto del 1914 diretto da Henry Otto.

## Produzione
Il film fu prodotto dalla Balboa Amusement Producing Company con il titolo di lavorazione Gypsy Romance. Venne girato a Long Beach, cittadina californiana dove la casa di produzione aveva la sua sede.

## Distribuzione
Distribuito dalla Box Office Attractions Company, il film - un cortometraggio in tre bobine presentato da William Fox -  uscì nelle sale cinematografiche statunitensi il 15 luglio 1914.